# Wrightsville (Arkansas)
Wrightsville es una ciudad ubicada en el condado de Pulaski en el estado estadounidense de Arkansas. En el Censo de 2010 tenía una población de 2114 habitantes y una densidad poblacional de 393,74 personas por km².

## Geografía
Wrightsville se encuentra ubicada en las coordenadas 34°37′18″N 92°13′11″O / 34.62167, -92.21972. Según la Oficina del Censo de los Estados Unidos, Wrightsville tiene una superficie total de 5.37 km², de la cual 5.32 km² corresponden a tierra firme y (0.87%) 0.05 km² es agua.

## Demografía
Según el censo de 2010, había 2114 personas residiendo en Wrightsville. La densidad de población era de 393,74 hab./km². De los 2114 habitantes, Wrightsville estaba compuesto por el 33.87% blancos, el 62.68% eran afroamericanos, el 0.33% eran amerindios, el 0.33% eran asiáticos, el 0.09% eran isleños del Pacífico, el 1.23% eran de otras razas y el 1.47% pertenecían a dos o más razas. Del total de la población el 3.36% eran hispanos o latinos de cualquier raza.